# Sara Downing
Sara Nicole Downing (nascida em 26 de Abril de 1979) é uma atriz americana conhecida por interpretar Jane Cahill na Série de TV Dead Last (Além da Morte).

## Filmografia

### Cinema
| Ano  | Título            | Papel                       | Notas |
| ---- | ----------------- | --------------------------- | ----- |
| 1999 | Tumbleweeds       | Rachel Riley                |       |
| 1999 | Never Been Kissed | Billy's Prom Date           |       |
| 2001 | The Forsaken      | Julie                       |       |
| 2002 | Hard Cash         | Paige                       |       |
| 2002 | Wishcraft         | Desiree                     |       |
| 2003 | Rats              | Samantha / Jennifer         |       |
| 2004 | Toolbox Murders   | Saffron Kirby               |       |
| 2004 | Burning Annie     | Julie                       |       |
| 2008 | The Grift         | Kate Bender / Kate's Mother |       |
| 2009 | Endless Bummer    | Ginger Mooney               |       |
| 2010 | The Devil Inside  | Kendra                      |       |
| 2012 | Art of Submission | Julia                       |       |

### Televisão
| Ano  | Título           | Papel          | Notas                                 |
| ---- | ---------------- | -------------- | ------------------------------------- |
| 1998 | Boy Meets World  | Camryn         | Episódio: "Friendly Persuasion"       |
| 1998 | The Army Show    | Lesbian Poet   | Episódio: "Eddie Goes to College"     |
| 1999 | Sorority         | Janine         | TV film                               |
| 2000 | Undressed        | Terry          | Série de TV                           |
| 2000 | Titus            | Tiffany        | Episódio: "The Break-Up"              |
| 2000 | Roswell          | Courtney Banks | (6 Episódios)                         |
| 2001 | Dead Last        | Jane Cahill    | (13 Episódios)                        |
| 2002 | Smallville       | Jessie Brooks  | Episódio: "Red"                       |
| 2006 | CSI: Miami       | Kelly Simms    | Episódio: "Dead Air"                  |
| 2006 | Charmed          | Mikelle        | Episódio: "The Jung and the Restless" |
| 2006 | South of Nowhere | Monica         | Episódio: "Love Child and Videotape"  |